# Sputnik 99
Sputnik 99 (russisch Спутник 99, französisch Spoutnik 99), auch Sputnik Jr 3, Radio Sputnik 19 und RS-19 war ein französisch-russischer Amateurfunksatellit. Der Satellit bestand aus einem Modell des Sputnik 1 im Maßstab 1:3, hatte eine Masse von ca. 3,5 kg und wurde von der AMSAT-France gebaut.

## Kontroverse um Frequenznutzung
Nachdem der Satellit zum geplanten Start nach Russland geliefert worden war, verkaufte das russische Raumfahrtkontrollzentrum ihn an eine Schweizer Uhrenfirma. Die AMSAT-Organisationen wurden davon nicht in Kenntnis gesetzt. Als bekannt wurde, dass der Satellit auch Werbenachrichten auf dem 2-m-Band senden sollte, kam es zu heftigen Protesten von Amateurfunkverbänden. Am Tag, bevor der Satellit ausgesetzt wurde, wurde entschieden, ihn ohne Batterien auszusetzen.

## Mission
Sputnik 99 wurde an Bord der Progress-M 41 am 2. April 1999 gestartet und zur Raumstation Mir gebracht.
Am 16. April 1999 wurde der Satellit während eines Außenbordeinsatzes der Kosmonauten Jean-Pierre Haigneré und Wiktor Afanassjew ohne Batterien in eine eigene Umlaufbahn entlassen. Am 30. Juli 1999 verglühte er.